# Declaração de missão
Uma Declaração de missão é uma declaração do propósito de uma empresa ou organização. Esta declaração deve orientar as ações da organização, explicitar seu objetivo geral, proporcionar um senso de direção, e orientar a tomada de decisões. Ele fornece "o quadro ou contexto em que as estratégias da empresa são formuladas."
O intuito da Declaração de Missão deve ser a primeira consideração do executivo ao avaliar uma decisão estratégica. A declaração pode variar de muito simples até um conjunto bastante complexo de ideias. Podemos ter também declarações de missão pessoal(Para vida neste caso),família ou de outros núcleos formado por mais de um indivíduo.

## Conteúdo
Declarações de missão eficazes esclarecem os propósitos de uma organização. Geralmente elas incluem as seguintes informações:
- Propósito(s) e objetivo(s) da organização;
- Principais partes interessadas da organização: clientes/consumidores, acionistas, congregação, etc;
- Como a organização proporciona valor a essas partes interessadas; por exemplo, oferecendo tipos específicos de produtos e/ou serviços.

De acordo com Bart (1997), a declaração de missão comercial é composta por 3 componentes essenciais:
1. Chave de mercado - Qual é o tipo de cliente/consumidor que você deseja? (generalize, se necessário)
2. Contribuição - Qual o produto ou serviço que você fornecerá a esse cliente?
3. Distinção - O que torna seu produto ou serviço único, para que o cliente possa escolher você?

A declaração de missão pode ser usada para resolver diferenças entre os diversos intervenientes. As partes interessadas, ou os stakeholders incluem: os gestores e executivos, o gerenciamento de não-empregados, acionistas, conselho de administração, clientes, fornecedores, distribuidores, credores/banqueiros, os governos (local, estadual, federal, etc), sindicatos, concorrentes, ONGs, e a comunidade ou público em geral. Por definição, as partes interessadas afetam as decisões e as atividades de uma organização ou são afetadas por elas.
De acordo com Vern McGinis, uma missão deve:
- Definir o que a empresa é;
- Limitar-se a excluir alguns empreendimentos perigosos;
- Ser ampla o suficiente para permitir o crescimento criativo;
- Distinguir a empresa de todas as outras;
- Servir como quadro para avaliação das atividades atuais;
- Declarar-se claramente para que seja compreendida por todos.

A declaração de missão em última análise, procura justificar a razão da existência da organização.
Declarações de missão religiosas são menos explícitas sobre "chaves de mercado", de "contribuição" e "distinção", mas devem descrever claramente o propósito da organização. Por exemplo: "O Povo de Deus é chamado a proclamar o Evangelho de Cristo e as crenças da fé cristã, para manter a adoração a Deus, e para inspirar em todas as pessoas o amor por Cristo, paixão pela justiça, e a consciência de seus deveres para com Deus e seus semelhantes. Comprometemo-nos a nossa vida a Cristo e unimo-nos para demonstrar o Seu Espírito por meio da adoração, testemunho e ministério para as necessidades do povo desta igreja e comunidade."

## Exemplos de declarações de missão
Estes são exemplos de empresas que englobam os três componentes essenciais em uma declaração de missão:
- McDonalds - "Fornecer ao consumidor de fast-food um alimento de alta qualidade da mesma forma que é oferecido ao redor do mundo, com preços razoáveis e entregues de forma consistente em uma decoração discreta e uma atmosfera amigável."
  - Chave de mercado: "Fornecer ao consumidor de fast-food o mesmo alimento que é oferecido ao redor do mundo."
  - Contribuição: "Um alimento de alta qualidade."
  - Distinção: "Entregar (ao redor do mundo) de forma consistente em uma decoração discreta e uma atmosfera amigável."

- Hotéis Marriott - “Desenvolver um negócio mundial de hospedagem utilizando os princípios da Gestão da Qualidade Total, para incrementar continuamente a preferência e a lucratividade. Nosso compromisso é que cada hóspede saia satisfeito.”
  - Chave de mercado: "Desenvolver um negócio mundial de hospedagem."
  - Contribuição: "Utilização dos princípios da Gestão da Qualidade Total."
  - Distinção: "O compromisso de que cada hóspede saia satisfeito".[4]